# コホモロジー環
数学では、特に代数トポロジーでは、位相空間 X のコホモロジー環 (cohomology ring) は、X のコホモロジー群から作られる環であり、環の積としてカップ積を持つ。ここに「コホモロジー」とは、通常、特異コホモロジーであるが、しかし、環の構造はド・ラームコホモロジーのような他の理論でも存在する。コホモロジー環は函手的でもあり、空間の連続写像に対しコホモロジー環上の環準同型を得る。この函手は反変的である。
特に、可換環 R（典型的には、R は Zn、Z、Q、R、あるいは C）を係数として持つ X 上のコホモロジー群 Hk(X; R) に対し、カップ積を定義できる。
{\displaystyle H^{k}(X;R)\times H^{\ell }(X;R)\to H^{k+\ell }(X;R).}
カップ積は次のコホモロジー群の直和の上の積を与える。
{\displaystyle H^{\bullet }(X;R)=\bigoplus _{k\in \mathbb {N} }H^{k}(X;R).}
この積によって、群 H•(X; R) は環となる。実際、自然に N-次数付き環であり、非負の整数 k が次数の役割を持つ。カップ積はこの次数付けと整合している。
コホモロジー環は、カップ積が次数により決定される符号を除いて可換であるという意味で、次数付きで可換である。具体的には、次数 k と 次数 ℓ の純粋な元に対し、次が成り立つ。
{\displaystyle (\alpha ^{k}\smile \beta ^{\ell })=(-1)^{k\ell }(\beta ^{\ell }\smile \alpha ^{k}).}
コホモロジー環から得られる数値的な不変量はカップの長さ(cup-length)であり、この不変量は掛けたときの非零の結果をもたらす次数が ≥ 1 の次数付きの元の最大の個数を意味する。例えば、複素射影空間では、その複素次元に等しいカップ長さを持つ。

## 例
- {\displaystyle \operatorname {H} ^{*}(\mathbb {R} P^{n};\mathbb {F} _{2})=\mathbb {F} _{2}[\alpha ]/(\alpha ^{n+1})} ここに {\displaystyle |\alpha |=1} である。
- {\displaystyle \operatorname {H} ^{*}(\mathbb {R} P^{\infty };\mathbb {F} _{2})=\mathbb {F} _{2}[\alpha ]} ここに {\displaystyle |\alpha |=1} である。
- キネット公式（英語版）(Künneth formula)により、{\displaystyle \mathbb {R} P^{\infty }} の n 個の積の mod 2 コホモロジー環は、{\displaystyle \mathbb {F} _{2}} に係数を持つ n 変数の多項式環である。